# Sołtaniszki
Sołtaniszki (biał. Салтанішкі; ros. Солтанишки) – wieś na Białorusi, w obwodzie grodzieńskim, w rejonie werenowskim, w sielsowiecie Girki, przy granicy z Litwą.
Dawniej wieś i folwark. W XIX folwark był własnością Potockich. Znajdowały się w nim gorzelnia i młyn wodny. W dwudziestoleciu międzywojennym leżały w Polsce, w województwie nowogródzkim, w powiecie lidzkim, w gminie Zabłoć.